# Aris Kalaizis
Aris Kalaizis (né en 1966 à Leipzig) est un artiste gréco-allemand.

## Biographie
Aris Kalaizis grandit comme fils d'émigrants grecs. Après une formation d'imprimeur d'offset et une reconversion comme laborantin de photo, il commence ses études de peinture à la Hochschule für Grafik und Buchkunst (académie des beaux-arts de Leipzig), qu'il termine avec mention en 1997. Entre 1997 et 2000, Kalaizis poursuit ses études de Meisterschüler (formation supplémentaire après le diplôme à l'académie des beaux-arts en Allemagne) chez Arno Rink. Sa première exposition monographique en Allemagne a lieu au Marburger Kunstverein en 2005. Aux États-Unis il présente sa première exposition individuelle à New York en 2007.
L'artiste devient connu sur le plan international grâce à sa participation à la Biennale de Venise (12e Mostra internazionale di architettura) et à la 4e Triennale de Canton en Chine). La Triennale, une exposition d'artistes internationaux, se déroulant au Giangdong Museum of Art, accorde à Kalaizis une salle séparée, où il montre huit tableaux de grand format. L'exposition la plus exceptionnelle néanmoins eut lieu au Schloßmuseum Greiz et s'intitulait Der doppelte Blick (Le Double Regard). Dans ce cadre, pour la première fois l'artiste mit des pièces historiques en rapport avec le contexte contemporain en exposant ses tableaux dans le château.
Ses tableaux se retrouvent dans plusieurs collections d'art en Allemagne et à l'étranger. Hormis son professeur, Rink, qui l'a accompagné durant ses études, Aris Kalaizis fut particulièrement influencé par le peintre baroque Jusepe de Ribera et par l'Irlandais Francis Bacon (1909-1992).
Depuis 2000 il vit comme peintre indépendant à Leipzig.

## Œuvre

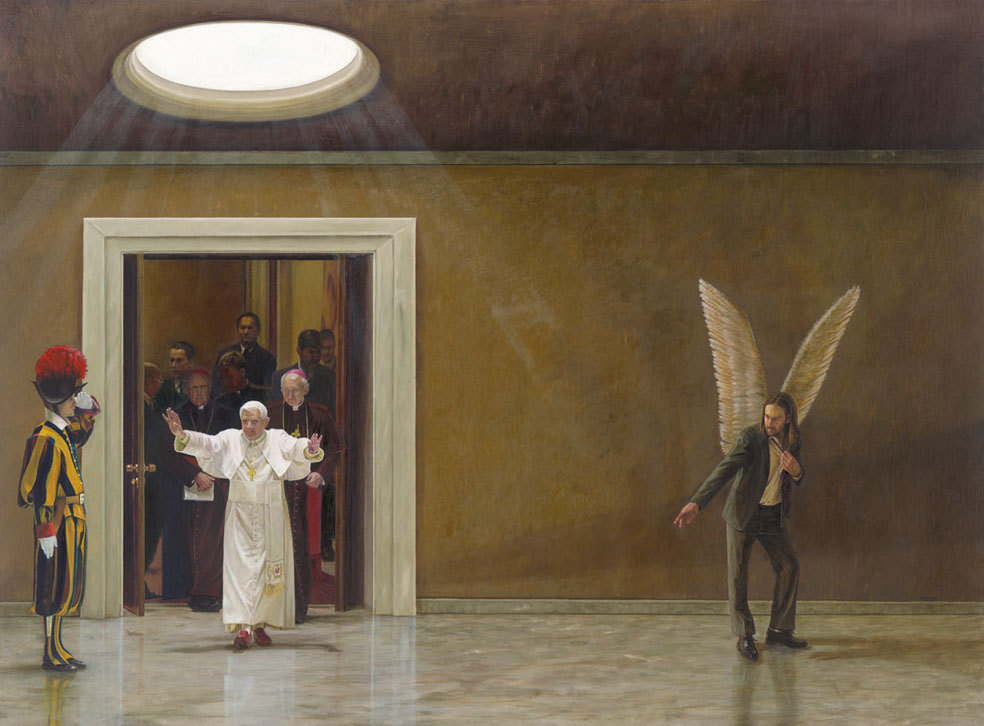
Make Believe, huile sur bois (59x80cm), 2009

Aujourd'hui Kalaizis construit ses tableaux, en puisant son inspiration dans ses rêves la plupart du temps, à l'aide de mises en scène coûteuses, qui sont exécutées sur le lieu de l'action. Il fait ensuite plusieurs photos de la mise en scène. Les scènes de ses tableaux, parfois surréalistes, sont tirées d'idées de Kalaizis, qui les réalise à la façon d'un scénario. À la fin de ce processus de la création se constituent des idéaux picturaux des mondes intérieurs.
Mais le travail commence avec le rêve, qui évoque le « Inbild », c'est-à-dire l'idée d'un tableau. Si l'artiste a trouvé un « Inbild », il construit un modèle près de la réalité ou il cherche un équivalent dans la réalité - la plupart du temps il s'agit de l'arrière-plan de l'image - qui approche au mieux son idéal. Quand il a trouvé cet équivalent il prend une photo de ce lieu. Cette photo sert de base à Kalaizis pour l'arrière-plan du tableau. C'est un processus méditatif et contemplatif qui intervient en considérant ce qui se passerait avec le scénario de la peinture. Par cette approche artistique Kalaizis diffère fondamentalement de plusieurs photoréalistes, parce que ceux-ci ne créent pas de nouvelle réalité.
Son principe majeur de la structure est l'idée d'ambivalence, par laquelle les positions picturales sont remises en question, en faveur d'un projet renouvelé et nuancé. C'est un processus lent, au sein duquel se forment plusieurs ébauches parallèles à des versions existantes et qui contrastent avec les produits à la chaîne d'autres artistes contemporains. Par conséquent il ne peint que cinq tableaux par an généralement.
Comme les tableaux ne figurent ni parmi le surréel ni le réel, l'historienne de l'art Carol Strickland a inventé l'expression de « Sottorealismus » (« sousréalisme ») correspondant au monde des images de Kalaizis. La plupart de temps les tableaux soulèvent un sentiment de vertige et un certain brouillage de l'équilibre interne. La vie et la mort, le rêve et la réalité se fondent de manière curieuse. Les éléments en mouvement ont l'air d'être figés alors que les éléments figés semblent en mouvement. Parfois les images sont marquées par une divergence riche, où l'enchantement, la grâce, la douceur et l'amertume existent simultanément. En rapport avec ses tableaux, qui tournent autour de la réalité et de l'imagination comme sujets, l'artiste évoque souvent le surréaliste André Masson pour lequel il n'y a rien de plus fantastique que la réalité.

## Récompenses
- 1997 : Boursier de l'État libre de Saxe
- 2001 : Prix de l'art des Deutsche Volks- und Raiffeisenbanken
- 2005 : États-Unis (Columbus/OH) Bourse d'études à l'étranger du ministère des sciences et de l'art
- 2007 : ISCP-Bourse, New York City, États-Unis

## La Littérature
- Helmuth Stephan (Ed.): Von unvoreiligen Versöhnungen, Catalogue. Artco-Verlag, Leipzig 1997,  (ISBN 3-9805681-2-1)
- Athletik und Sinnmonarchie. Katalog, Torsten Reiter (Ed.) Maerzgalerie, Leipzig 2000
- Brancard. Katalog, Maerzgalerie, Leipzig 2003,  (ISBN 3-9809215-0-6)
- Ungewisse Jagden. Katalog, Marburg/Leipzig, 2005
- Rubbacord. Catalogue, Kerber-Verlag, Bielefeld/Leipzig 2006,  (ISBN 3-938025-81-6).
- Making Sky, Monographie avec catalogue raisonné (1995–2009). Hirmer-Verlag, München 2009,  (ISBN 978-3-7774-9065-6).
- Der doppelte Blick. Catalogue de l‘exposition au Schlossmuseum Greiz 2011,  (ISBN 978-3-9814378-0-5)
- 4. Guangzhou Triennale. Catalogue de l‘exposition au Guangdong Museum of Art (Chine), Guangzhou 2011,  (ISBN 978-7-5362-4761-1)